# Filles du Calvaire (métro de Paris)
Filles du Calvaire est une station de la ligne 8 du métro de Paris, située à la limite des 3e et 11e arrondissements de Paris.

## Situation
La station est implantée à la limite administrative entre le quartier des Enfants-Rouges à l'ouest et le quartier de la Folie-Méricourt à l'est, à proximité de leurs limites avec le quartier Saint-Ambroise au sud-est. Elle se trouve sous l'extrémité sud du boulevard du Temple à sa jonction avec le boulevard des Filles-du-Calvaire (ces deux voies constituant un tronçon de la chaîne des Grands Boulevards), à hauteur de la place Pasdeloup et de l'amorce de la rue de Crussol. Approximativement orientée selon un axe nord-sud, elle s'intercale entre les stations République et Saint-Sébastien - Froissart, tout en étant géographiquement proche de la station Oberkampf, située sur les lignes 5 et 9.
Le tunnel la séparant de la station République dispose de quatre voies, celles du centre servant de garage pour les trains de la ligne 8 ainsi que pour ceux de la ligne 9 qui y accèdent par les raccordements situés à l'ouest de la station précitée.

## Histoire
La station est ouverte le 5 mai 1931 avec la mise en service du troisième prolongement de la ligne 8, depuis le terminus provisoire de Richelieu - Drouot jusqu'à Porte de Charenton.
Elle doit sa dénomination à sa proximité avec la rue des Filles-du-Calvaire d'une part et le boulevard des Filles-du-Calvaire d'autre part, dont le nom fait référence à la présence ancienne du couvent de Notre-Dame du Calvaire (ou couvent des Filles-du-Calvaire) dans ce secteur.
Dans le cadre du programme « Renouveau du métro » de la RATP, les couloirs de la station et l'éclairage des quais sont rénovés le 24 juillet 2006. Cette modernisation entraîne également la disparition de la céramique incorporant le nom de la station sur les piédroits, typique du style d'entre-deux-guerres de l'ex-CMP, remplacée par des plaques nominatives aux mêmes dimensions.

### Fréquentation
Selon les estimations de la RATP, la station a vu entrer 1 606 192 voyageurs en 2019, ce qui la place à la 273e position des stations de métro pour sa fréquentation sur 302,. En 2020, avec la crise du Covid-19, son trafic tombe à 784 137 voyageurs, ce qui la classe alors au 268e rang sur 304,, avant de remonter progressivement en 2021 avec 1 093 673 entrants comptabilisés, la reléguant cependant à la 278e position des stations du réseau pour sa fréquentation sur 304 cette année-là.

## Services aux voyageurs

### Accès
La station dispose de deux accès, constitués pour chacun d'un escalier fixe orné d'une balustrade et d'un candélabre en fer forgé dans le style Dervaux des années 1930, débouchant de part et d'autre de l'extrémité du boulevard du Temple à sa jonction avec le boulevard des Filles-du-Calvaire :
- l'accès no 1 « Boulevard des Filles-du-Calvaire - Musée Picasso » se trouvant face au no 1 du boulevard du Temple ;
- l'accès no 2 « Rue Amelot - Cirque d'Hiver » se situant au droit du no 2 du boulevard, à proximité de la salle de théâtre précitée.

Accès à la station
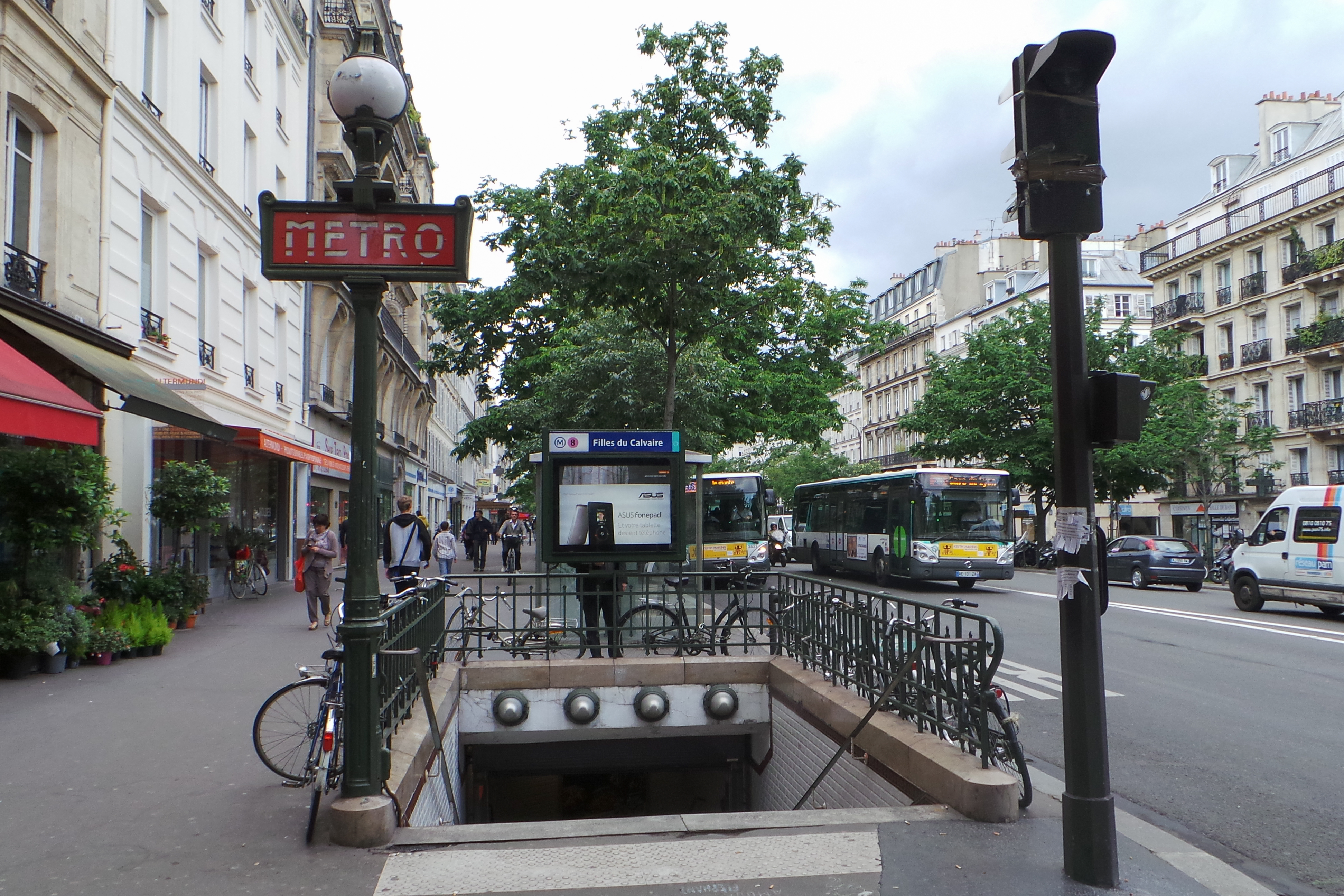
L'accès no 1, « Boulevard des Filles-du-Calvaire ».
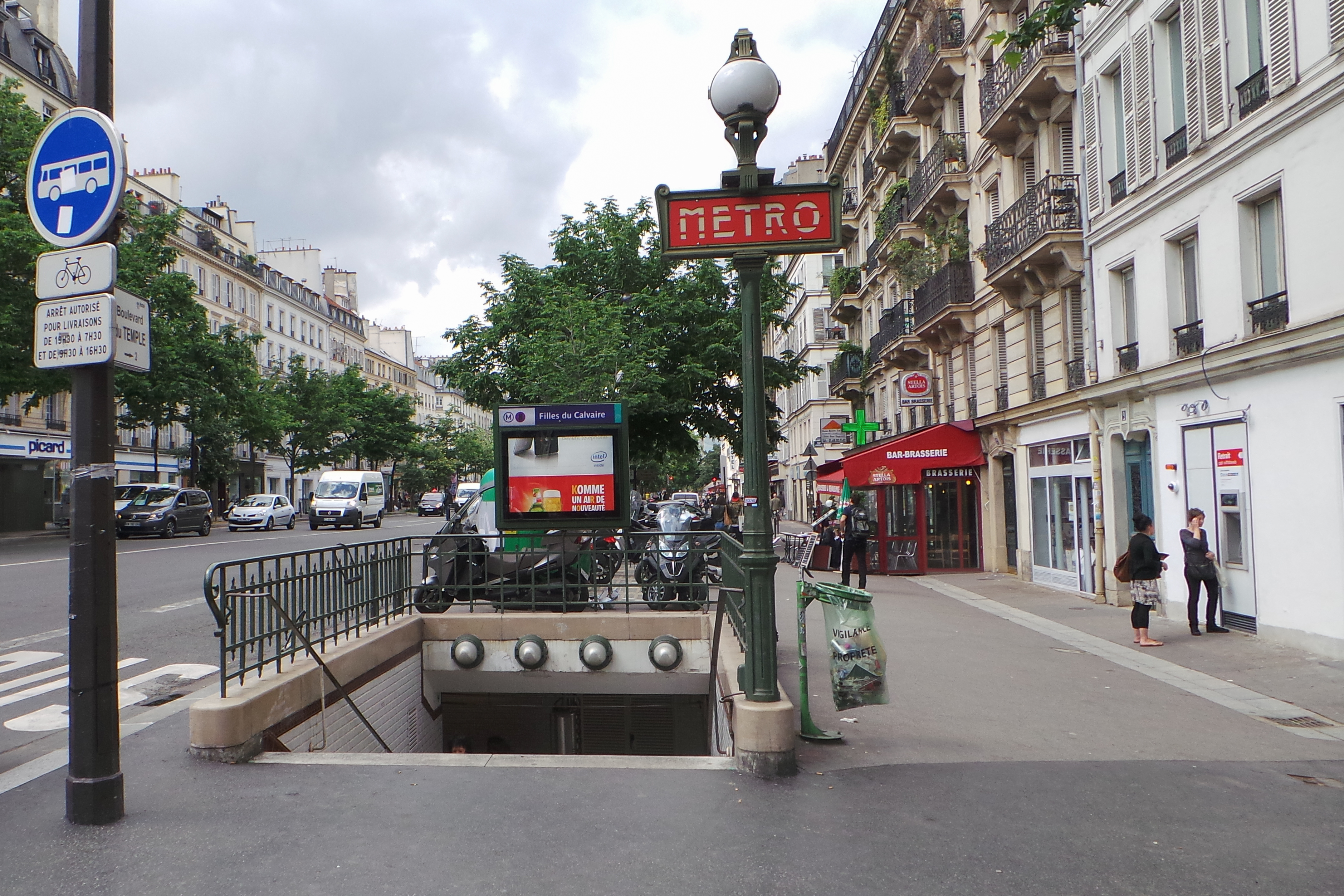
L'accès no 2, « Rue Amelot ».
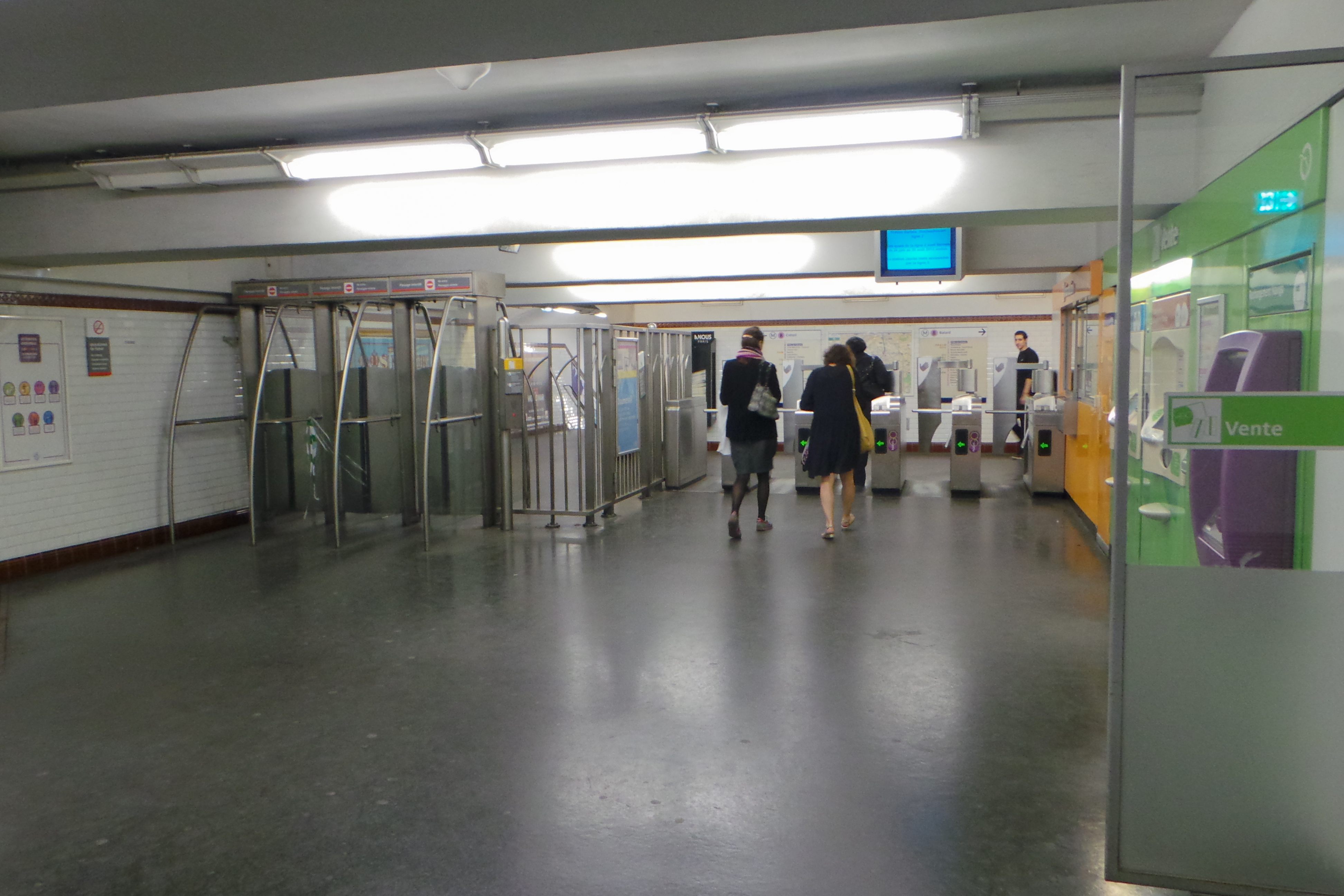
Le hall d'accueil de la station.

### Quais
Filles du Calvaire est une station de configuration standard pour le métro de Paris : elle possède deux quais, d'une longueur de 105 mètres, séparés par les voies du métro situées au centre et la voûte est elliptique. La décoration est une variante du style utilisé pour la majorité des stations du métro : les bandeaux d'éclairage sont blancs et arrondis dans le style « Gaudin » du renouveau du métro des années 2000, et les carreaux en céramique blancs biseautés recouvrent les piédroits, la voûte ainsi que les tympans. Les cadres publicitaires sont en faïence de couleur miel à motifs végétaux dans le style d'entre-deux-guerres de la CMP d'origine, mais le nom de la station a la particularité d'être inscrit en police de caractères Parisine sur des plaques émaillées de mêmes dimensions que les noms en faïence d'origine qu'elles remplacent. Les sièges sont de style « Motte » de couleur bleue.
La station est parmi les rares du réseau à associer des entourages publicitaires en céramique moulurée de style « CMP » à des plaques nominatives émaillées, avec les stations Porte Maillot (ligne 1), Porte des Lilas (lignes 3 bis et 11), Daumesnil (ligne 8) et Voltaire (ligne 9). C'est également la seule dont les plaques nominatives reprennent les dimensions de la céramique murale incorporant le nom de la station à l'origine, si l'on excepte la station Porte des Lilas de la ligne 11 qui présente une caractéristique similaire (laquelle a également existé à la station Hoche sur la ligne 5), à ceci près que les noms originaux en céramique subsistent toujours en dessous des pancartes actuelles, plus fines qu'à l'ordinaire.

Quais de la station
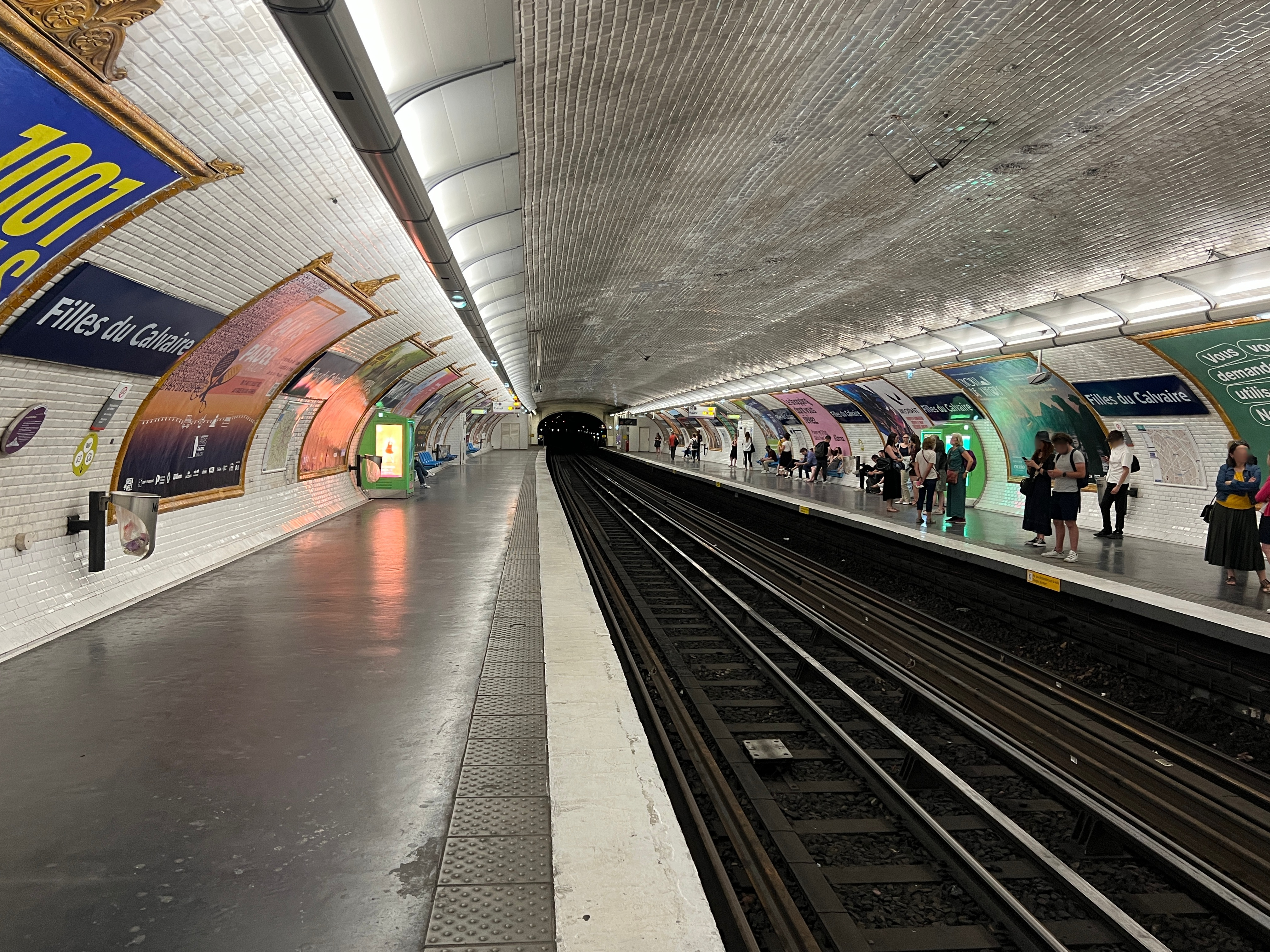
Les quais de la station, vus en direction de Balard.
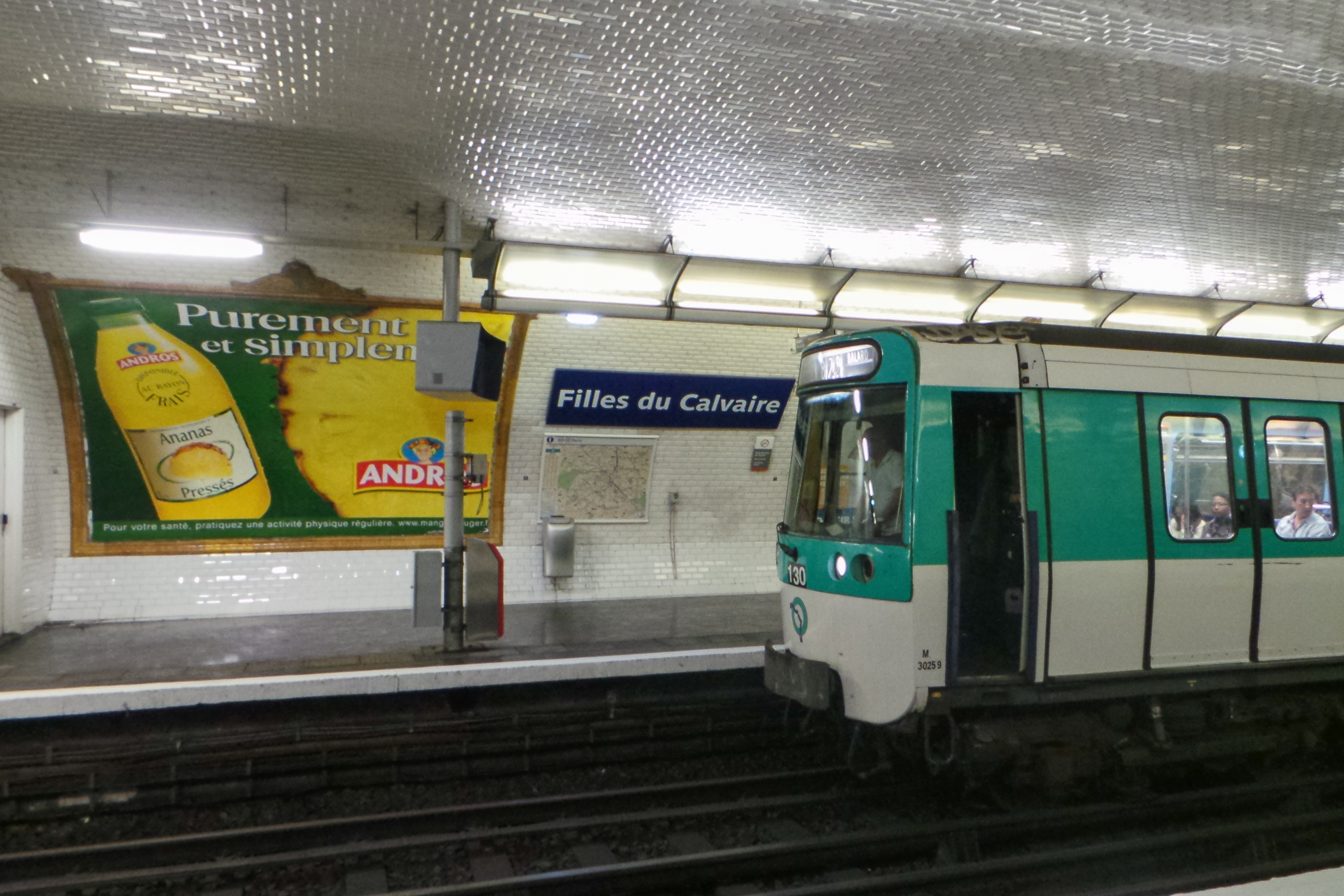
Rame MF 77 marquant l'arrêt en direction de Balard.
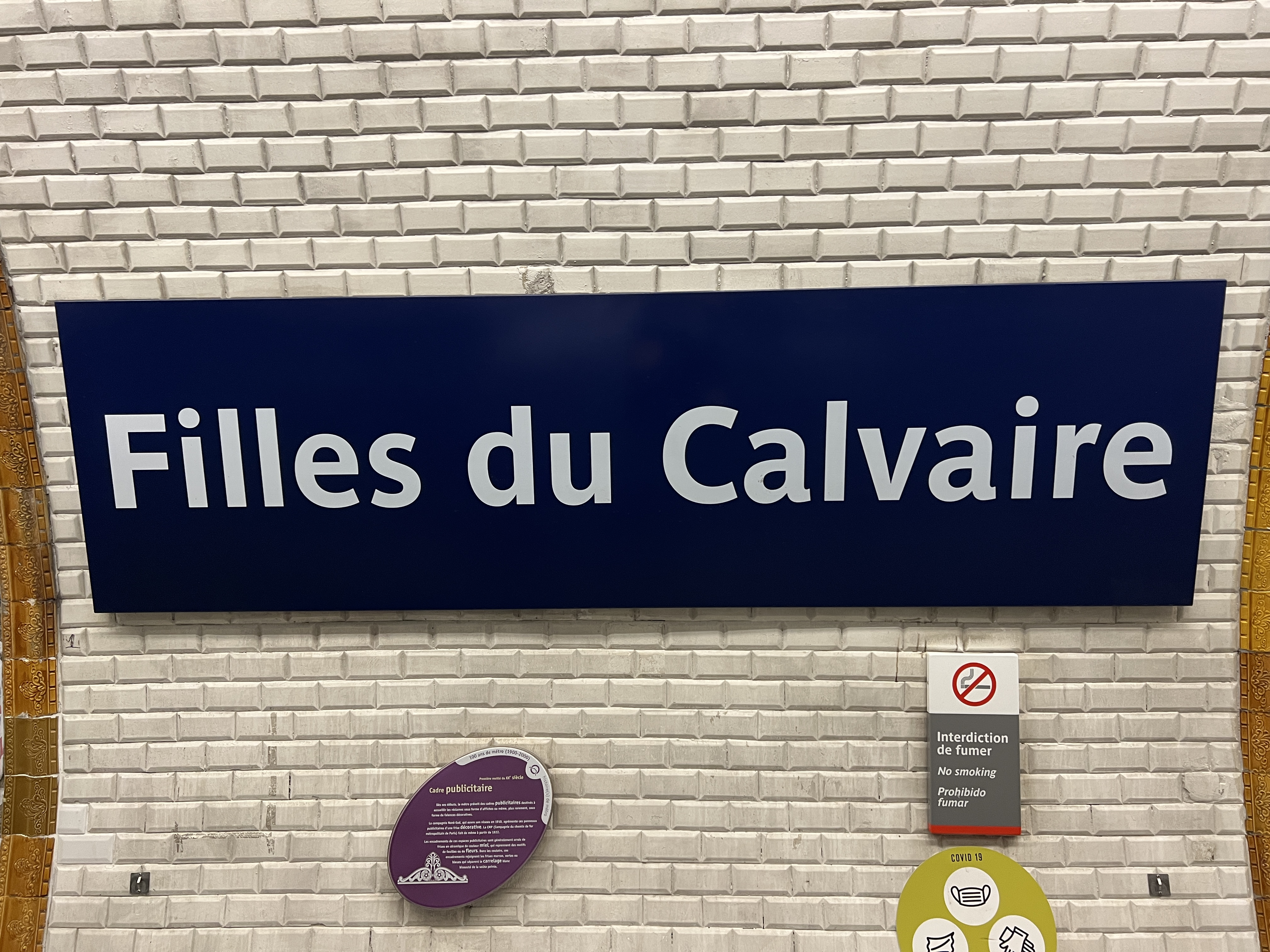
Plaque émaillée indiquant le nom de la station.

### Intermodalité
La station est desservie par les lignes 91 et 96 du réseau de bus RATP et, la nuit, par les lignes N01 et N02 du réseau de bus Noctilien.

## À proximité
- Cirque d'Hiver
- Square de la Place-Pasdeloup
- Bataclan
- Musée Picasso
- Hôtel de Guénégaud